# Верхнячка (село)
Верхня́чка (колишня назва — Вижлів) — село в Україні, у Козівській сільській громаді Стрийського району Львівської області.

## Географія
Село розташоване в Карпатах. Селом протікає річка Стрий. Селом течуть потоки Ясьнівка, Чорний та річка Ростока, які впадають у річку Стрий.
Біля села знаходиться Верхняцьке лісництво Славського лісового господарства: кв. 1 (в. 23, 26, 32, 33) кв. 2 (в. 6, 14, 16); кв. 3 (в. 36—39); кв. 4 (в. 21, 24)

## Історія
Село засноване 1730 року.

Група мешканців села Верхнячки перед депортацією на Далекий Схід. Перший ряд — Чепа Олена Андріївна з братом Олегом (1944—30.07.1951)

На світлині зображена група мешканців села Верхнячки перед депортацією на Далекий Схід. Перший ряд — Грицик (Чепа) Олена Андріївна (24.09.1925 — †08.07.2014) з братом Олегом (1944—†30.07.1951).
У селі розташована греко-католицька церква.

## Населення
Згідно з переписом УРСР 1989 року чисельність наявного населення села становила 870 осіб, з яких 413 чоловіків та 457 жінок. Станом на 1990 рік — 880 осіб.
За переписом населення України 2001 року в селі мешкало 939 осіб.
У селі налічується 298 дворів.

### Мова
Розподіл населення за рідною мовою за даними перепису 2001 року:
| Мова       | Відсоток |
| ---------- | -------- |
| українська | 99,89 %  |
| російська  | 0,11 %   |

## Пам'ятки
Явірник — заповідне урочище (лісове) місцевого значення.

## Відомі особи

### Уродженці
- Мирослав-Любомир Чепа — український психолог, автор гіпотези Вельтмана-Чепи;
- Шкодин Василь (02.01.1976 —02.09.2022) — солдат 24 ОМБ імені Короля Данила, нагороджений орденом "Хрест героя" (посмертно).

### Пов'язані з селом
- Іван Руткович — автор ікони «Народження Марії» для церкви у селі (1683 рік, втрачена).